# Trambahn Basel-Aesch
Die Trambahn Basel-Aesch, abgekürzt TBA, war eine Eisenbahngesellschaft in der Schweiz. Die Aktiengesellschaft mit Unternehmenssitz in Reinach war Eigentümerin der 1907 eröffneten Bahnstrecke Basel–Aesch. Sie trat jedoch nie selbst als Betreiberin auf und besass deshalb auch keine eigenen Fahrzeuge. Mit dem Fahrbetrieb beauftragte man die Basler Strassen-Bahn (B.St.B.), dieser erfolgte zunächst auf Rechnung, ab 1914 schliesslich mittels Pachtvertrag. Der entsprechende Jahreszins betrug anfänglich 16'000, später 20'000 Schweizer Franken. Die Gesellschaft fusionierte zum 1. Januar 1974 mit der Birsigthalbahn-Gesellschaft (BTB), der Birseckbahn (BEB) und der Basellandschaftlichen Ueberlandbahn (BUeB) zur damals neu gegründeten Baselland Transport AG (BLT).